# Romnav
Romnav Brăila este o companie de transport fluvial din România.
A fost înființată odată cu Direcția Navigației Fluviale (DNF), în 1903.
După căderea comunismului, flota fluvială s-a divizat, Romnav fiind una din aceste diviziuni.
Din 1999 compania devine cu capital integral privat și societatea este listată la bursă.
Veniturile companiei au fost de 17,9 milioane lei (5,4 milioane euro) în primele nouă luni din 2007.